# Придніпровська державна академія фізичної культури і спорту
Навчально-науковий інститут "Придніпровська державна академія фізичної культури і спорту" — спортивний виш у Дніпрі, Україна. Заснований в 1980 році.
Має 4-й рівень акредитації.

## Факультети
- Фізичної реабілітації
- Олімпійського та професійного спорту
- Фізичного виховання

## Випускники
- Антонова Олена Анатоліївна — призерка Олімпійських ігор з метання диску (2008);
- Білоущенко Сергій Олександрович — призер Олімпійський ігор з академичного веслування (2004);
- Браславець Євген Анатолійович — Олімпійський чемпіон з вітрильного спорту (1996);
- Буженко Олена Романівна — українська спортсменка — біг на середні дистанції, майстер спорту України міжнародного класу з легкої атлетики.
- Клочко Любов Іванівна — радянська і українська спортсменка-легкоатлетка. Спеціалізувалася в бігу на довгі дистанції. Майстер спорту СРСР міжнародного класу.
- Кравець Інеса Миколаївна — Олімпійська чемпіонка з легкої атлетики (1996);
- Лебідь Сергій Петрович — п'ятиразовий чемпіон Європи з кросу;
- Ликов Олег Вікторович — призер Олімпійський ігор з академичного веслування (2004);
- Лютий Володимир Іванович — Олімпійський чемпіон з футболу (1988);
- Литовченко Геннадій Володимирович — срібний призер Чемпіонату Європи з футболу 1988;
- Матвієнко Ігор Григорович — Олімпійський чемпіон з вітрильного спорту (1996);
- Міфтахутдінова Діна Артурівна — Олімпійська чемпіонка з академичного веслування(1996);
- Назаренко Сергій Юрійович — учасник чемпіонату світу з футболу (2006);
- Омелянович Віктор Іванович — призер Олімпійських ігор з академічного веслування (1988);
- Петрушенко Дмитро Васильович (1971—2018) — солдат Збройних сил України, учасник російсько-української війни.
- Протасов Олег Валерійович — Олімпійський чемпіон з футболу (1988);
- Рибовалова Вікторія Валентинівна(* 1986) — українська стрільчиня. Заслужений майстер спорту України, багаторазова чемпіонка України, Європи та світу.
- Савченко Віктор Григорович — Академік УАН (2004)[1];
- Соловйова Лідія Валентинівна — Паралімпійська чемпіонка з пауерліфтинґу (2008);
- Стенковий Максим Вікторович — Заслужений майстер спорту України, МС міжнародного класу зі спортивного скелелазіння;
- Стрижак Інна Вікторівна — призерка Літніх Паралімпійських ігор з легкої атлетики (2012);
- Рахманов Султанбай Сабурович — Олімпійський чемпіон з важкої атлетики;
- Ронжина-Морозова Олена Іванівна — Олімпійська чемпіонка з академичного веслування(1996);
- Ротань Руслан Петрович — учасник чемпіонату світу з футболу (2006);
- Русол Андрій Анатолійович — учасник чемпіонату світу з футболу (2006);
- Таран Руслана Олексіївна — триразова призерка Олімпійських ігор з вітрильного спорту (1996, 2000, 2004);
- Тищенко Вадим Миколайович — Олімпійський чемпіон з футболу (1988);
- Фролова Інна Василівна — Олімпійська чемпіонка з академичного веслування(1996);
- Цуканов Андрій Сергійович — призер Літніх Паралімпійських ігор з футболу (2000, 2012);
- Чередник Олексій Валентинович — Олімпійський чемпіон з футболу (1988);
- Черноколенко Анастасія Василівна — українська боксерка, бронзова призерка Чемпіонату світу-2014; дворазова призерка Чемпіонатів Європи. Чемпіонка України 2014 й 2019 років;
- Шапошніков Леонід Анатолійович — призер Олімпійський ігор з академичного веслування (2004);
- Шацьких Володимир Володимирович — чемпіон світу з греко-римської боротьби (2006);
- Яровенко Євген Вікторович — Олімпійський чемпіон з футболу (1988).